# Willem de Klerk
Willem de Klerk (Dordrecht, 28 november 1800 – aldaar, 11 augustus 1876) was een Nederlands schilder, tekenaar en aquarellist.
De Klerk was een leerling van Pieter Hofmann (tekenen) en Adrianus van der Koogh (schilderen). Hij was een landschapsschilder met een romantische stijl. Hij maakte verschillende reizen samen met kunstschilder Matthijs Quispel. In 1927/28 ging de reis naar de Ardennen en Luxemburg en in 1932 naar Breda. Via de regio Nijmegen gingen zij in 1935 naar het Duitse Rijnland en in 1938 ging de reis naar Beieren, Bohemen en Saksen. De Klerk was sinds 1817 lid van het Dordtse Teekengenootschap Pictura waarvan hij in 1868 erelid werd. Zijn vroege werk was in de traditie van Jacob van Strij en zijn latere landschappen zijn beïnvloed door Barend Cornelis Koekkoek. Hij werkte ook samen met Frans Jacobus van den Blijk en Frans Lebret was een leerling van hem.

## Afbeeldingen

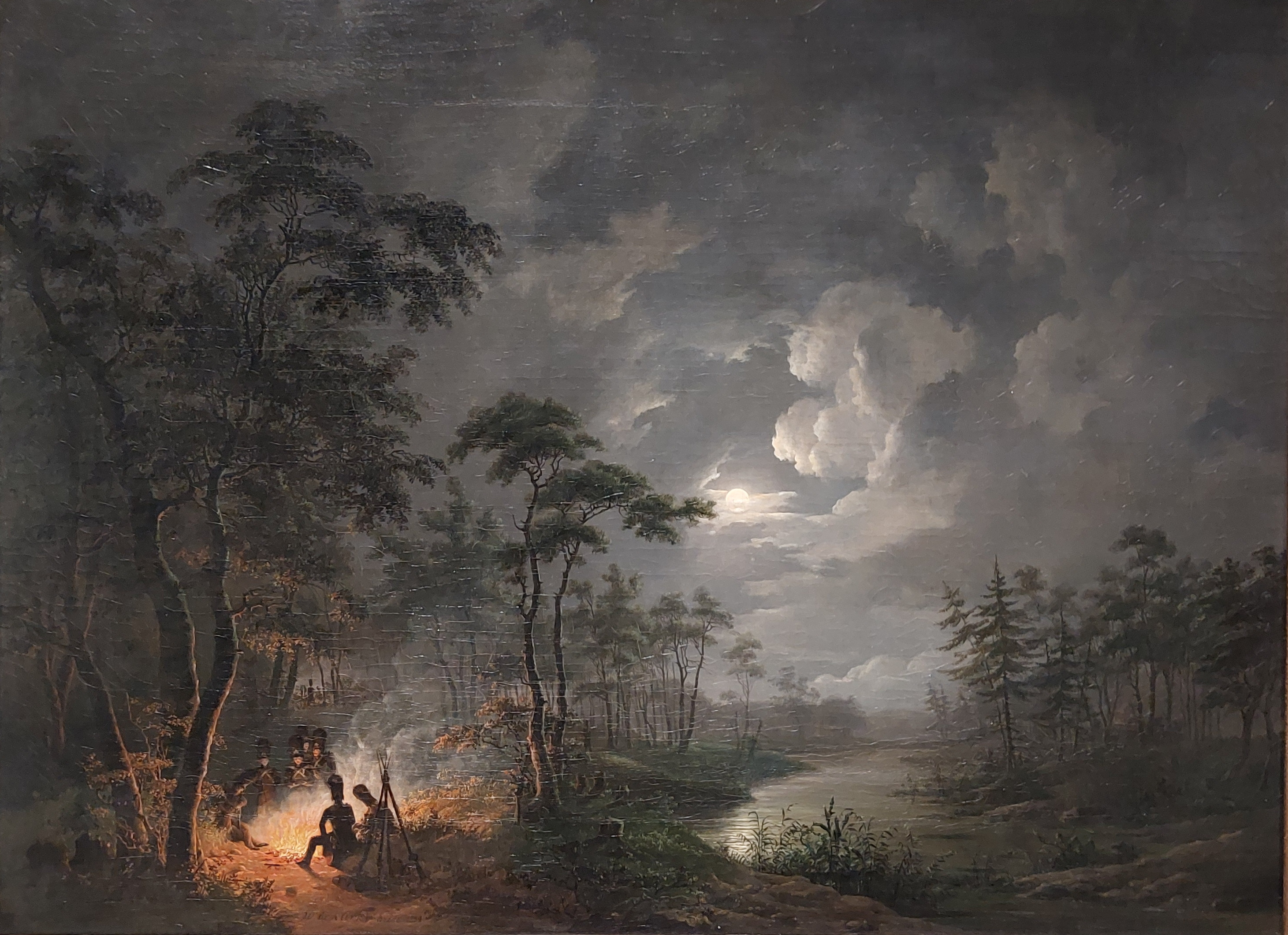
Doek op olieverf - Bivak in een bos bij Breda, 1832 - collectie Stedelijk Museum Breda
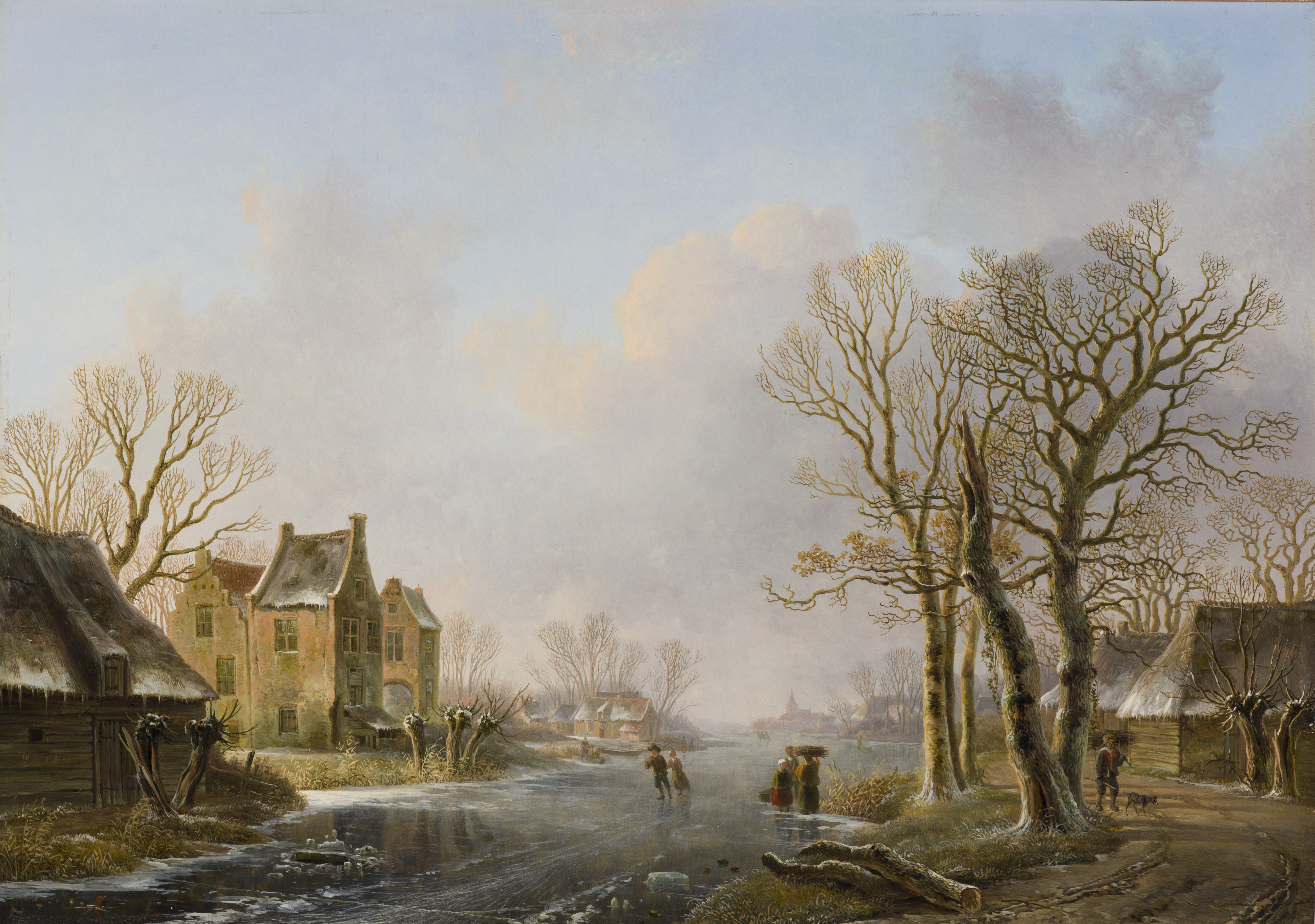
Schaatsers op een bevroren rivier, 1851 - collectie Indianapolis Museum of Art